# Antoine Baudeau de Somaize
Pour les articles homonymes, voir Baudeau.
Antoine Baudeau, sieur de Somaize, né et mort à des dates et en des lieux inconnus, est un littérateur et polémiste français, auteur d'une dizaine d'ouvrages dont la publication s'étend sur une décennie, de 1657 à 1667. Son nom, qui ne se rattache à aucune famille connue et n'apparaît dans aucun document d'archives de l'époque — au point qu'on a pu douter de l'existence même du personnage —, reste lié à la polémique qui a suivi la création, en décembre 1659, des Précieuses ridicules de Molière.

## Biographie
Au cours de l’été 1657, il fait paraître, à compte d’auteur, des « Remarques sur la Théodore, tragicomédie de l’auteur de Cassandre, dédiées à M. de Bois-Robert-Metel, abbé de Chastillon, par le sieur B. de Somaize ».
Somaize critiqua la préciosité et publia le Grand Dictionnaire des Prétieuses ou la Clef de la langue des ruelles ; Les Véritables Prétieuses, comédie en prose ; Le Procez des prétieuses, en vers burlesques, comédie ; le Grand Dictionnaire des précieuses, historique, poétique, géographique, cosmographique, chronologique et armoirique, ouvrages qui comprennent notamment des listes de périphrases vouées à éluder l'emploi de termes réputés trop bas ou trop ordinaires :
- le supplément du soleil (la chandelle)
- le conseiller des grâces (le miroir)
- les trônes de la pudeur (les joues)
- les commodités de la conversation (le fauteuil)
- les écluses du cerveau (le nez)
- subir le contrecoup des plaisirs légitimes (accoucher)

Quoique détracteur de Molière, qu’il appelle Mascarille, Somaize met en vers Les Précieuses ridicules, sous le prétexte qu’il s’y trouve « de bien bonnes choses volées par Mascarille à l’abbé de Pure ».
Sa participation à la polémique qui se développe après la création des Précieuses ridicules de Molière est violemment dénoncée dans Le Songe du resveur, pièce de vers anonyme parue dans le dernier trimestre de l'année 1660.
Depuis le XVIIe siècle, on lui attribue à tort [La Pompe funebre de Mr. Scaron] (1660), oraison burlesque dédiée au poète frondeur récemment disparu, qui est très probablement l'œuvre de son ami et complice Jean Donneau de Visé.
Secrétaire de Marie Mancini, la nièce du cardinal Mazarin qui a été « la première passion de Louis XIV » et à laquelle il a dédié plusieurs de ses œuvres, il la suit en Italie après son mariage avec Lorenzo Colonna, connétable de Naples,.
De retour à Paris vers 1665, il fait paraître chez le libraire Claude Barbin, Le Secret d'estre tousiours belle, dédié à « Mademoiselle de Colbert », puis, chez ses anciens complices Jean Ribou et Estienne Loyson, une traduction « en vers libres » de  La Philis de Scire, pastorale du comte Bonnarelli.

### Œuvres de Somaize
- Remarques sur la Théodore de l'auteur de Cassandre, dédiées à M. de Bois-Robert-Metel, Abbé de Chastillon, par A.B. Sieur de Somaize, Paris, aux dépens de l'auteur, 1657.
- Les Véritables Prétieuses, comédie, Paris, Jean Ribou, 1660[5] ; réimpression par Paul Lacroix, Genève, J. Gay, 1868, consultable sur Google Livres ; édition numérique disponible sur le site de la Bibliothèque dramatique du CELLF.
- Les Véritables Pretieuses. Comedie. Seconde edition. Revuë, corrigée et augmentée d'un Dialogue de deux Pretieuses sur les affaires de leur communauté, Paris, Estienne Loyson et Jean Ribou, septembre 1660.
- Les Prétieuses ridicules, comédie. Représentée au Petit Bourbon. Nouvellement mises en vers, Paris, Jean Ribou, 1660, lire en ligne sur Gallica et sur le site Molière 21.
- Le Procez des prétieuses en vers burlesques, comédie, Paris, Estienne Loyson, Jean Ribou & Jean Guignard, 1660, lire en ligne sur Gallica ; édition numérique disponible sur le site de la Bibliothèque dramatique du CELLF ; précieuse édition critique par Elisa Biancardi, Rome, Bulzoni, 1980.
- Le Grand Dictionnaire des Pretieuses, ou la Clef de la Langue des Ruelles, Paris, Jean Ribou, 1660, lire en ligne sur Gallica ; Seconde edition reveuë, corrigée, & augmentée de quantité de mots, Paris, Jean Ribou et Estienne Loyson, 1660.
- Alcippe ou du choix des galands, dédié à Mademoiselle de Mancini, Paris, Jean Ribou, 1661, lire en ligne sur Gallica.
- Le Grand Dictionaire des prétieuses, Historique, Poëtique, Geographique, Cosmographique, Cronologique & Armoirique ; où l'on verra leur Antiquité, Coustumes, Devises, Eloges, Etudes, Guerres, Heresies, Jeux, Loix, Langage, Mœurs, Mariages, Morale, Noblesse ; avec leur politique, predictions, questions, richesses, reduits & victoires ; Comme aussy les Noms de ceux & de celles qui ont jusques icy inventé des mots Pretieux. Dédié à Monseigneur le Duc de Guise. Par le Sieur de Somaize, Secretaire de Madame la Conestable Colonna, 2 volumes, Paris, Jean Ribou, 1661, consultable sur Gallica ; la seconde partie contient à la fin, avec pagination séparée, "La Clef du Grand dictionnaire historique des Pretieuses" ; réédition critique par Charles-Louis Livet, 2 tomes, Paris, Jannet, 1856, consultable sur Gallica ; le second tome s'ouvre sur une réédition des Véritables prétieuses.
- Treize pièces de vers dans Les Delices de la poesie galante des plus célèbres autheurs du temps, Paris, Jean Ribou, 1663.
- Le Secret d'estre tousiours belle, Paris, Claude Barbin & Louis Billaine, 1666, consultable sur Google Livres.
- La Philis de Scire, pastorale du Comte Bonnarelli, traduite en vers libres, Paris, Estienne Loyson & Jean Ribou, 1667, consultable sur Google Livres.

#### Œuvres d'attribution incertaine
- La Pompe funebre de Mr Scaron, Paris, Jean Ribou, 1660, consultable sur Gallica.
- La Politique des Coquettes. Histoire veritable dediée à Mlle de Scudery, Paris, Jean Ribou, 1660.

### Études critiques
- Charles Weiss, article « Somaize (Antoine Baudeau, sieur de) », dans Biographie universelle ancienne et moderne, Paris, Michaud, 1825, vol. 43, p. 63-65, consultable sur Google Livres.
- (de) G. Büchmann, « Somaize », Archiv für das Studium der neueren Sprachen und Literaturen, 16e année, vol. 29, 1861, p. 51-62, consultable sur Internet Archive.
- Gustave Vapereau, Dictionnaire universel des littératures, Paris, Hachette, 1876, p. 1892-3, consultable sur Gallica.
- (de) Heinrich Morf, « Zur Beurteilung Somaizes », Zeitschrift für neufranzösische Sprache und Literatur, vol. 4, 1882, p. 213-229, consultable en ligne.
- Gustave Larroumet, « Un historien de la société précieuse au XVIIe siècle : Antoine Baudeau de Somaize », Revue des deux mondes, tome 112, 1892, p. 126-155, consultable sur Wikisource ; repris dans Études littérature et d'art, Paris, Hachette, 1893, p. 1-54.
- Émile Roy, « Les premiers cercles du XVIIe siècle. Mathurin Régnier et Guidubaldo Bonarelli della Rovere », Revue d'histoire littéraire de la France, 15 janvier 1897, p. 13-16, consultable sur Gallica.
- (de) Fritz W. H. Schwarz, Somaize und seine Précieuses ridicules, Königsberg, 1903.
- (en) J. Warshaw, «The Case of Somaize », Modern Language Notes, vol. XXVIII, n° 2, février 1913, p. 33-39, consultable sur Internet Archive.
  - (en) « The Identity of Somaize », Modern Language Notes, vol. XXIX, n° 2, février 1914, p. 33-36, consultable sur Internet Archive.
  - (en) « The Identity of Somaize II », Modern Language Notes, vol. XXIX, n° 3, mars 1914, p. 77-82, consultable sur Internet Archive.
  - (en) « Discussions. Somaize and Sorel », The Modern Language Review, vol. X, n° 1, janvier 1915, p. 95-102, consultable sur Internet Archive.
- (en) Walter Fischer, « Somaize and Sorel », The Modern Language Review, vol. IX, n° 3, juillet 1914, p. 375-378, consultable sur Internet Archive.
- Roger Lathuillère, La Préciosité, étude historique et linguistique, tome I, Position du problème - Les origines, Genève, Librairie Droz, 1969, p. 157-201.
- Jean-Michel Pelous, Amour précieux amour galant (1654-1675). Essai sur la représentation de l'amour dans la littérature et la société mondaines, Paris, Librairie Klincksieck, 1980.
- Myriam Maître, Les Précieuses. Naissance des femmes de lettres en France au XVIIe siècle, Paris, Honoré Champion, 1999.
- Roger Duchêne, Les Précieuses ou comment l’esprit vint aux femmes. Fayard, Paris 2001  (ISBN 2-213-60702-8). Ce volume contient Les Véritables Précieuses, Les Précieuses ridicules mises en vers, Le Grand Dictionnaire des précieuses, le "Dialogue de deux précieuses sur les affaires de leur communauté", Le Grand Dictionnaire des précieuses historique, poétique, etc.
- Christophe Schuwey, « Une trajectoire exemplaire au début des années 1660 : Antoine Baudeau de Somaize », XVIIe siècle, n° 284, 2019/3, p. 533-550.